# Hans Isaksson (filmskribent)
Hans Isaksson, född 1941, är en svensk filmvetare, recensent, läkare och skeptiker. Hans filmkrönikor är kända från bland annat Folket i Bild/Kulturfront och Smålänningen. Han har en lång bakgrund i föreningen Vetenskap och Folkbildning och har bland annat författat böckerna Äntligen! : Livets mening, 24 lögner i sekunden samt medverkat i Skeptiskt ABC. Hans Isaksson har en bakgrund inom den svenska maoistiska vänstern och har suttit i styrelsen för bland annat Clarté där han fortfarande är aktiv som bloggare på förbundets blogg, Clartébloggen, som en av två fasta medarbetare. 
Isakssons verk 24 lögner i sekunden utgavs som originalpocket av Manifest. Boken är en sammanställning av författarens filmkrönikor och -betraktelser från tidningar som Folket i Bild Kulturfront, Clarté och dagstidningar från Smålandsbygden. Krönikorna är starkt politiska och Isaksson förklarar sin egen hållning i förordet: "Jag vill förstås i de flesta fall slå mot idéerna bakom filmen. Jag vill tillkännage min avsmak för det samhällssystem som alstrat dem och för de filmmakare som populariserat dem." Boken är illustrerad av Robert Nyberg. (ISBN:9189291077)
Isaksson är engagerad i arbetet mot kvacksalveri och han har bland annat skrivit artiklar där han ifrågasätter alternativa behandlingsmetoder, bland annat bön, musik och handpåläggning som behandling för hjärtpatienter. Artiklarna har publicerats i Folkvett och Läkartidningen. 2001 hävdade Isaksson och universitetslektor Hanno Essén att Nationalencyklopedins uppgifter om alternativmedicin var ovetenskapliga .